# Contea di Byron
La contea di Byron è una Local Government Area che si trova nel Nuovo Galles del Sud. Essa si estende su una superficie di 566,7 chilometri quadrati e ha una popolazione di 32.378 abitanti. La sede del consiglio si trova a Mullumbimby.